# Lago de Montoliu
El lago de Montoliu  (en occitano estanh de Montoliu) es un lago de origen glaciar situado a 2373 m s. n. m., en el municipio de Alto Arán, en la comarca del Valle de Arán (Lérida, España). 
Las aguas del lago de Montoliu alimentan al río Unhòla que se une al río Garona en la localidad de Salardu.
Bordeando el lago se encuentran las cimas del Tuc de Mauberme (2881 m), Tuc der Òme (2732 m), Tuc des Crabes (2580 m) y Tuc de Montoliu (2691 m). También se encuentran en sus proximidades las minas abandonadas Deth Pòrt d'Urets (2536 m).